# Canaules-et-Argentières
Canaules-et-Argentières is een gemeente in het Franse departement Gard (regio Occitanie) en telt 342 inwoners (1999). De plaats maakt deel uit van het arrondissement Le Vigan.

## Geografie
De oppervlakte van Canaules-et-Argentières bedraagt 10,1 km², de bevolkingsdichtheid is 33,9 inwoners per km².
De onderstaande kaart toont de ligging van Canaules-et-Argentières met de belangrijkste infrastructuur en aangrenzende gemeenten.

## Demografie
Onderstaande figuur toont het verloop van het inwonertal (bron: INSEE-tellingen).